# Bernhard Dreymann
Bernhard Dreymann, né le 27 juin 1788 à Beckum et mort le 10 janvier 1857 à Fenain, est un facteur d'orgues allemand.

## Biographie

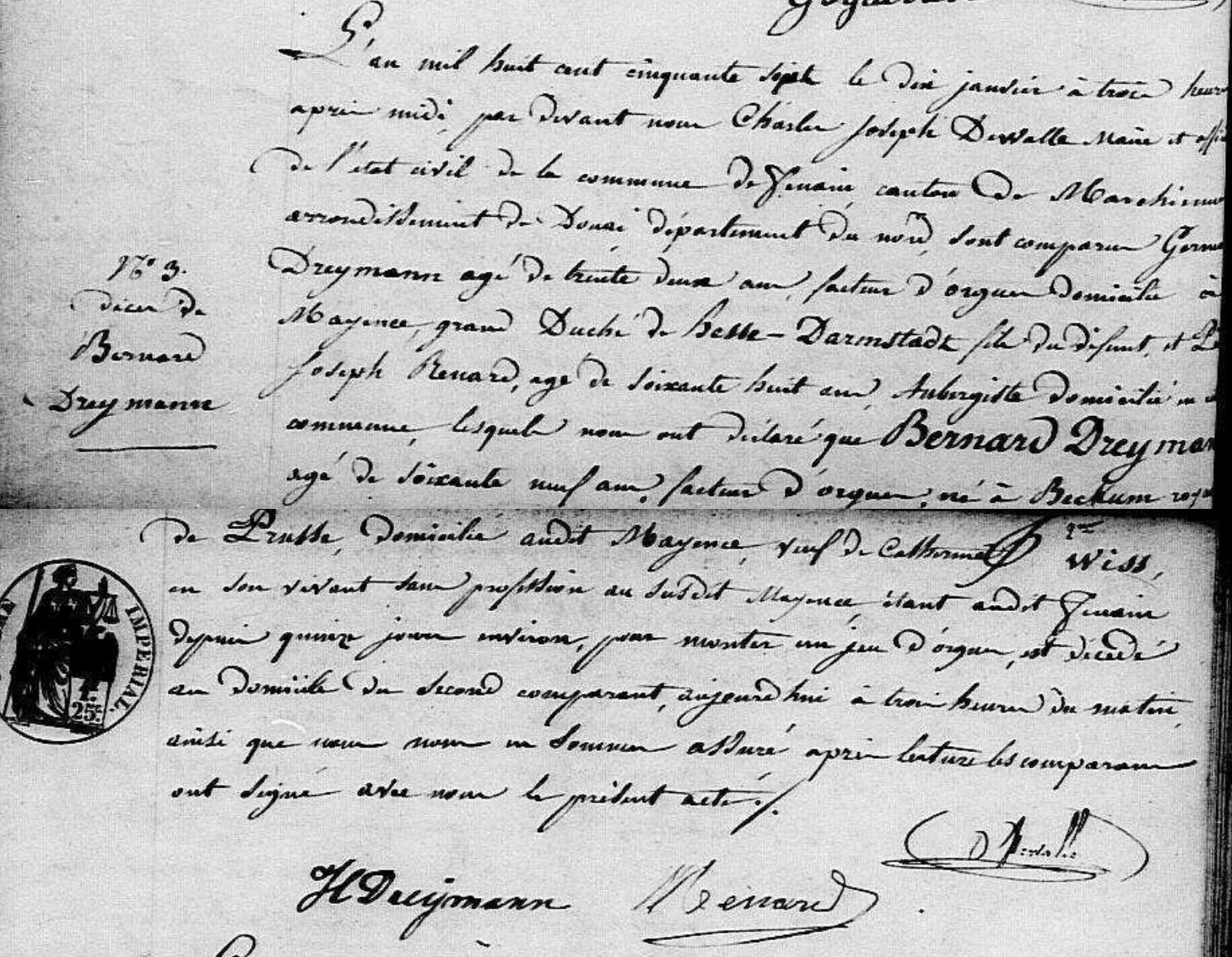
Acte de décès de Bernhard Dreymann.

Né en Westphalie en 1788, Bernhard Dreymann s'installe comme facteur d'orgues à Mayence vers 1823 et meurt à Fenain, près de Douai (France), dans la nuit du 10 janvier 1857, d'un empoisonnement du sang alors qu'il s'était blessé en montant l'orgue dans l'église Saint-André.
En 1855, son fils Hermann Dreymann prend en charge l'atelier d'orgue.

## Réalisations
- 1833 : Astheim (Pfarrkirche)
- 1833 : Lindenfeld-Schlierbach
- 1834 : Biebesheim am Rhein
- 1836 : Burgholzhausen (Heilig-Kreuz-Kirche)
- 1840 : Giessen (St. Bonifatius)
- 1840 : Obererlenbach (St. Martin Kirche)
- 1841 : Bruxelles (Église protestante de Bruxelles)
- 1844 : Trebur (Laurentiuskirche)
- 1845 : Frei-Laubersheim
- 1846 : Bruxelles (Église Notre-Dame aux Riches Claires)
- 1853 : Gau-Algesheim (en collaboration avec son fils)
- 1853 : Ingelheim-Am-Rhein (Saalkirche)
- 1853 : Mayence, grande synagogue
- 1856 : Fenain, église Saint-André